# Modou la Tzigane
Modou la Tzigane est une série de bande dessinée, contant les aventures d'une jeune Tzigane, à la fin du Moyen Âge. Scénarisée par Régine Pascale et dessinée par Nadine Brass, elle est publiée en quatre albums de 1988 à 1991, aux éditions Casterman.

## Trame
Modou est une jeune Tzigane, à la fin du Moyen Âge.
Dans le premier épisode, elle part au secours du prince Angora. Montreuse d'animaux pour le sultan Argil, elle est à la tête d'une petite ménagerie qui lui obéit fidèlement. Elle retrouve le jeune prince Angora dans la forêt, se prend d'amitié pour lui et lui vient en aide ; elle l'éveille aussi à la connaissance de soi. Par « des stratégies très nocturnes », elle est le moteur de l'héroïsme du jeune prince.
Elle doit lutter contre la rumeur qui la fait prendre, comme ses congénères, pour une « créature du diable ».

## Historique de la série
La dessinatrice Nadine Brass et la scénariste Régine Pascale commencent leur collaboration en 1983, avec la série Petit-Renard.
En parallèle de cette série, elles entament les aventures de Modou la Tzigane, publiées à partir de 1988 chez Casterman. Quatre albums paraissent, jusqu'en 1991.

## Jugements sur la série
Pour Watthee-Delmotte et Deproost, Modou est une héroïne achevée, pour ses actions, sa réussite affective, sa motivation personnelle. Les symbolismes employés sont d'une grande richesse, et les registres de l'imaginaire sont diversifiés.

## Albums
Les quatre albums de la série sont publiés aux éditions Casterman :
1. Au secours du prince, avril 1988, 44 planches  (ISBN 2-203-32801-0) ;
2. Les Enfants de la forêt, avril 1989, 46 planches  (ISBN 2-203-32802-9) ;
3. Destination Venise, janvier 1991, 46 planches  (ISBN 2-203-32803-7) ;
4. Explosion à l'Arsenal, septembre 1991, 46 planches  (ISBN 2-203-32804-5).